# Гертон-коледж (Кембридж)
52°13′43″ пн. ш. 0°05′02″ сх. д. / 52.2286° пн. ш. 0.083939° сх. д.
Гертон-коледж (англ. Girton College) — один із 31 коледжів Кембриджського університету у Великій Британії. Заснований у 1869 році у Гітчині як перший жіночий коледж при Кембриджі; офіційний статус коледжу Кембриджського університету отримав у 1948 році. У 1976 році коледж прийняв студентів-чоловіків і таким чином став першим коледжем Кембриджу зі спільним навчанням чоловіків та жінок.

## Історія

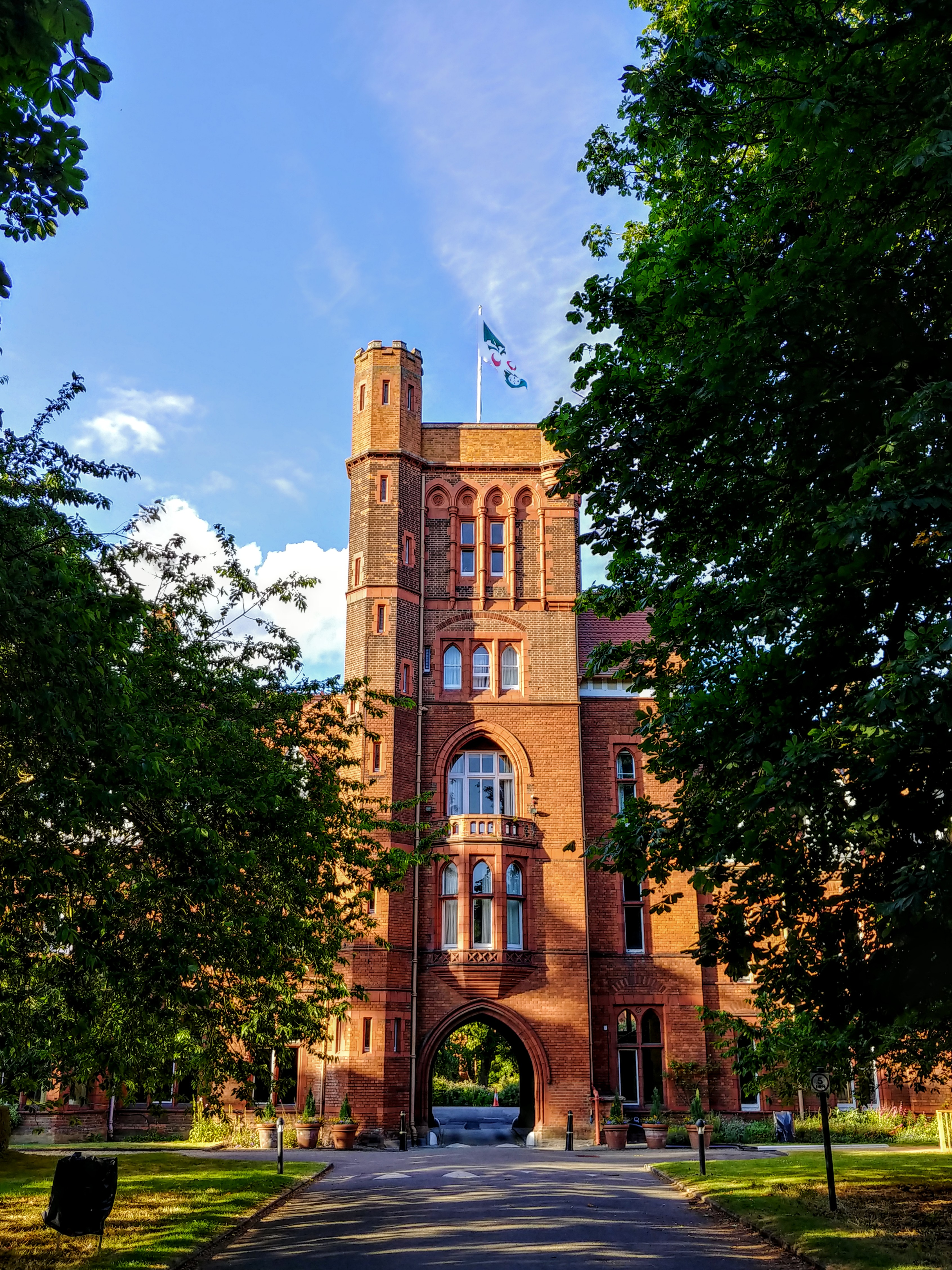
Головний вхід

Гертон-коледж починався зі спільної квартири п'яти студенток у Гітчіні, Гартфордшир.
У 1873 році було побудовано головну будівлю коледжу приблизно за три милі на північний захід від центру міста Кембридж поблизу села Гертон, від якого він отримав свою назву. Ця відстань вважалася безпечною дистанцією від чоловічих коледжів.
У 1874 році після складання іспитів дві студентки коледжу Гертон були прийняті на роботу професорами природничих наук і математики (у Гертоні) та фізіології (у коледжі Челтнем).
27 квітня 1948 року, коли жінки вперше отримали повне членство в Кембриджському університеті, Гертон-коледж офіційно став одним із коледжів Кембриджського університету.
У 1969 році, з нагоди сторіччя коледжу, був побудований Вольфсон Корт як додаткове приміщення, розташоване поблизу центру міста. Тепер це сучасний Центр математичних наук Кембриджського університету.